# 絵文字
絵文字（えもじ/えもんじ）とは、語（音形）ではなく、ものや事柄を、絵を文字のように用いて象徴的に示唆したもののこと。
日本語で絵文字という場合、以下の複数の意味で用いられる。
- 主に古代に用いられたロンゴロンゴ文字などの絵を利用した古い文字
- 象形文字以降に用いられた複数の絵を文字とした表語文字の意味も含んだマヤ文字などの文字
- ナスカの地上絵などに見られる意味がありそうな絵
- 中世以降に用いられた文字が読めない人のために絵を組み合わせて文章を表したもの
- 標識などに使用されるピクトグラム
- 説明書などで文字ではなくアイコンで意味を示したもの
- 通常の言語の文章中で文字に該当する役割で使用される絵や記号
- 携帯電話で用いられUnicodeでも採用された文字コードに含まれるEmojiともよばれる絵

この項では上記全体の概説を記載する。

## 概要
絵文字は絵に意味がある記号のことである。

### 象形文字以前の文字
象形文字の前段階と考えられている文字を絵文字と言い、象形文字との違いは、絵文字には、明確に定義可能な一般的な「読み」がないことである。現存するものとしてはアメリカ先住民の絵文字などがある。絵文字から象形文字へ進化したのか、それとも絵文字とは別の体系として象形文字が現れたのかについては議論がある。

### 象形文字以降の古代文字
象形文字以降には、マヤ文字などに見られる絵が単語をあらわす文字が用いられた。これも絵文字と呼ばれることがある。
言語学や文字学では、言語との結びつきがないため文字とは呼べないが意味を表すことのできる図像を絵文字（ピクトグラムとも）と呼ぶ。それらを用いて書かれた文書をコデックス（絵文書）と呼ぶ。
ナスカの地上絵のような今のところ意味を持った絵なのかそれが特定の意味を持っていて何かを伝えたかったのか未解明な絵があり、これを絵文字（地上絵文字）と呼ぶことがある。

### 文字が読めない人のための絵
日本では、古くより絵文字を文字の代用として利用する文化があった。江戸時代には文字の読めない人むけに判じ絵という絵文字が使用された。また、盲暦と呼ばれる絵文字を利用した暦も使われた。

### ピクトグラム
現代社会で、道路標識や掲示板などで何らかの情報や注意を示すために表示される視覚記号のことはピクトグラムという。これを絵文字と表現する場合も多い。

### アイコン
説明書などで指示マークなどを用いて説明することがあり、これらのアイコンを絵文字と呼ぶことがある。

### 絵文字文化
1980年ごろより日本語では、若者の文化として言葉では表現できない部分に絵文字を表現する絵文字文化が始まった。「汗」を表す絵文字「💧︎」（汗が垂れる滴を絵で表現）や怒りを表す絵文字「💢︎」（興奮に伴い浮かぶ青筋を抽象化した漫画の表現）などがある。

### 絵文字からEmojiへ

#### 機械への搭載・文字コードの割り当て
絵文字が文字コードに最初に含まれたのは1959年の日本の新聞社が記事交換用に使用したCO-59という6社協定新聞社用コード表で、「⚾︎」の野球ボールの絵文字である。電波産業会はARIB STD-B3「FM多重放送の運用上の標準規格」でARIB外字を規定し、公的な文字コードとして絵文字が含まれるようになった。ワードプロセッサに絵文字を搭載した機種が存在する。また、ラベルプリンターでも絵文字を印刷できる物がある。ポケットベルに絵文字が搭載されるようになり、1999年にはフィーチャーフォンに絵文字が搭載され始めた。
特に、ARIB外字については、Japanese TV Symbolsとして、unicodeへの収録を提案されていたが、そのうち「⚾︎」のシンボルについて、ドイツから日米以外ではサッカーが最もポピュラーである ことから「⚽︎」を提案され、ともにunicode 5.2に収載された。

#### Emoji
スマートフォンが日本に進出するに当たり、Apple社のiOSとGoogle社のGmailで絵文字がサポートされた。それは、今まで日本の国内の携帯電話会社と同じように、フォントを切り替えずプレーンテキストの一部として表示するもので、Unicodeの私的領域を使用することとなった。そしてこの2つの会社の働きかけにより、2010年、Unicode 6.0よりemojiがサポートされた。
導入に当たっては、主に以下の議論があった。
- 私的領域を日本国内で互換性をもった「規格」のように用いるのは、unicodeの濫用につながるため、公的領域の些細な部分を割り当てるべき
- 公的領域に割り当てるには、些細な部分とはいえ日本でしか用いられないものが多く含まれているし、同じようなシンボルが世界中から登録の増加希望が殺到するのではないか
- 国旗については、日本でなじみのある10個に限られているが、公的領域に入れるとなると多くの国や地域が増加し、また国旗のデザインも変更されることがあることから政治的な難問に直面するのでないか
- そもそもモノクロの記号や文字を世界で広く交換することが求められるのではないか、カラーを前提とした絵文字は範疇に入らないのではないか

これらに対し、重複する記号などはいままでの領域に取り込み、私的領域の濫用に比べれば、些細な文字しかない(these beasties)ことに加え、コードの名称にできるだけ一般的名称をつけることで寛容に扱われ、国旗問題については、アルファベットの2文字コードとし、国のコードとしてではなく地域コードとして認めることで多くの国が新たな例示字体を提案する事態を避けられるということとなった。
これ以降Unicodeの絵文字が世界中で多く使われるようになり、Emojiという単語とともに市民権を得た。
2014年には、世界絵文字デーの開催が始まる。Emojiが世界的に広がるにつれ、Unicodeの絵文字コードは多くの文化を表すように数を増やし続けている。
現在UnicodeにおけるEmojiと規定される文字の一覧はUnicodeのEmojiの一覧を参照。

## 絵文字をめぐる出来事
- 2021年6月19日 - バングラデシュのイスラム教指導者は投稿した動画を通じて、人をあざ笑う目的でフェイスブックの絵文字を使用することを制限するファトワ(宗教令)を出した[7]。